# Kirchliche Rechtssprache
Die Kirchliche Rechtssprache der römisch-katholischen Kirche ist ein Teilgebiet der Kanonistik. Sie befasst sich mit der Bedeutung einzelner im Kirchenrecht verwendeter Begriffe, die weder mit der alltäglichen Verwendung der jeweiligen Begriffe noch mit ihrer Rezeption in anderen Rechts- und Gesetzesordnungen übereinstimmen muss.
Der Codex iuris canonici selbst bestimmt für die Interpretation und Auslegung kirchengesetzlicher Bestimmungen in Can. 17:
Leges ecclesiasticae intellegendae sunt secundum propriam verborum significationem in textu et contextu consideratam; quae si dubia et obscura manserit, ad locos parallelos, si qui sint, ad legis finem ac circumstantias et ad mentem legislatoris est recurrendum. („Kirchliche Gesetze sind zu verstehen gemäß der im Text und im Kontext wohl erwogenen eigenen Wortbedeutung; wenn diese zweifelhaft und dunkel bleibt, ist zurückzugreifen auf Parallelstellen, wenn es solche gibt, auf Zweck und Umstände des Gesetzes und auf die Absicht des Gesetzgebers.“)